# Torsten Frings
Torsten Klaus Frings (Würselen, 22 de noviembre de 1976) es un exfutbolista y entrenador alemán que jugó como centrocampista. Actualmente se encuentra sin equipo.

## Trayectoria
Su carrera profesional empezó en la Bundesliga en el Werder Bremen en 1999, ayudando al equipo del Weserstadion a ganar una final de la Copa Alemana contra el Bayern Múnich en 1999 y acumulando así más de 160 apariciones en la Bundesliga y 15 goles en seis temporadas el histórico Werder Bremen.
En el 2002, un gran número de clubes importantes de Europa buscaban a Frings, previo a la Copa Mundial, pero prefirió un contrato por cuatro años con el Borussia Dortmund por una cantidad de 10 millones de euros, firmando después de dos juegos iniciada la competencia. Titular en su primer término en el equipo del Westfalenstadion, Frings también jugó 12 veces en la UEFA Champions League, anotando en casa y fuera contra el FC Lokomotiv Moscú.
Frings empezó a jugar en la temporada 2003-04 en enero 30 al jugar contra el Schalke 04, su primer juego desde que se lastimó la rodilla en el mes de julio. Reemplazó a Tomáš Rosický para armar jugadas y anotó cuatro goles en 16 juegos, antes de firmar un contrato de 3 años con el Bayern de Múnich.
A pesar de lograr 29 apariciones en la Bundesliga y diez en la Champions League, a Frings no le agradó el juego en Múnich, y fue retirado por el entrenador Felix Magath. En junio volvió con el Bremen firmando un contrato por tres años, ayudándoles a sobrepasar al FC Basel y entrar a la ronda de grupos de la Champions League. El equipo no pudo superar esa ronda, por lo que jugó la Copa de la UEFA, donde el Werder Bremen cayó en semifinales frente al RCD Español.
En junio de 2011, se hizo oficial su fichaje por el Toronto FC, club que milita en la MLS estadounidense.
En 2013, el club donde militaba Toronto FC, anunció que el defensa alemán Torsten Frings se retiraba de la actividad futbolística después de 18 años de carrera aduciendo problemas con una lesión de cadera, la cual requirió cirugía durante su última temporada, y que lo obligó a abandonar los trabajos de pretemporada del cuadro canadiense a inicios del 2013.
Frings se había unido a Toronto en julio del 2011 como Jugador Franquicia, el ex internacional con la selección alemana, mediante un comunicado del club dijo:
“Durante la pretemporada descubrimos que mi recuperación tomará más tiempo de lo esperado. Siempre me gusta hacer lo que es mejor para el equipo y por eso es que decidí dar un paso al costado”, dijo Frings en un comunicado.
“Realmente disfruté mi tiempo en Toronto y jugando con el equipo. Les deseo todo lo mejor esta temporada y ojalá puedan continuar desarrollando el espíritu ganador que traje conmigo al equipo”.

Nativo de Würselen, Alemania, Frings obtuvo 79 llamados a la selección de Alemania en su carrera y jugó dos Copas Mundiales, incluyendo la organizada por su país.
A nivel de clubes, Frings jugó 14 temporadas en la Bundesliga, debutando con el Werder Bremen y luego militando en clubes como Borussia Dortmund y Bayern de Múnich. Su palmarés incluyen un título en la Bundesliga y una DFB-Pokal (copa doméstica) y le copa DFB-Ligapokal con Bayern de Múnich entre las temporadas 2004-2005.
En el Werder Bremen, Frings fue parte del plantel de las temporadas 2007-08 que terminó segundo en la Bundesliga y finalistas en la Copa UEFA 2009. También ganó los títulos DFB-Pokal y un DFB-Ligapokal con el Bremen. Frings también jugó un sinnúmero de partidos de la UEFA Champions League durante su carrera en Alemania.

### Perfil del jugador
Frings es un mediocampista muy versátil, considerado como el mejor del equipo nacional , junto con Michael Ballack. Puede jugar donde sea en el medio campo, aunque se siente más cómodo jugando del área propia hasta el área contraria.

## Selección nacional
Frings fue internacional en 79 ocasiones con la selección de Fútbol de Alemania entre 2001 y 2009. Formó parte de los planteles que disputaron la Copa Mundial de Fútbol de 2002 (subcampeón) y 2006 (tercero). Anotó el cuarto gol en la victoria alemana por 4-2 contra Costa Rica en el partido inaugural del Mundial 2006, con un tiro potente de más de 30 metros de distancia.
Después de la victoria de Alemania en tanda de penales contra Argentina el 30 de junio de 2006, Frings fue multado y suspendido por la FIFA por dos juegos (uno de ellos se someterá a un periodo de prueba de seis meses) por su participación en una riña que se dio entre los equipos de Argentina y Alemania después del partido. Después de una revisión detallada de la riña, el Comité Disciplinario de la FIFA determinó que Frings había golpeado al delantero argentino Julio Cruz y le impuso un castigo acorde a esto; el segundo juego será sometido a prueba debido a que se consideró que Frings fue provocado. Esta suspensión provocó que Frings no pudiera jugar con Alemania para el juego de semifinal contra Italia.
También disputó con su selección las Eurocopas 2004 y 2008, siendo nuevamente subcampeón en esta última, y fue tercero en la Copa FIFA Confederaciones 2005.

### Participaciones en Copas del Mundo
| Copa              | Sede                | Resultado    | Partidos | Goles |
| ----------------- | ------------------- | ------------ | -------- | ----- |
| Copa Mundial 2002 | Corea del Sur Japón | Subcampeón   | 7        | 0     |
| Copa Mundial 2006 | Alemania            | Tercer lugar | 6        | 1     |

### Participaciones en Copa Confederaciones
| Copa                      | Sede     | Resultado    | Partidos | Goles |
| ------------------------- | -------- | ------------ | -------- | ----- |
| Copa Confederaciones 2005 | Alemania | Tercer lugar | 5        | 0     |

### Participaciones en Eurocopas
| Copa          | Sede            | Resultado    | Partidos | Goles |
| ------------- | --------------- | ------------ | -------- | ----- |
| Eurocopa 2004 | Portugal        | Primera fase | 3        | 1     |
| Eurocopa 2008 | Austria · Suiza | Subcampeón   | 5        | 0     |

## Estadísticas

### Clubes
| Club | Div.          | Temporada     | Liga  | Liga  | Copas nacionales(1) | Copas nacionales(1) | Copa de la Liga(2) | Copa de la Liga(2) | Torneos internacionales(3) | Torneos internacionales(3) | Total | Total |
| Club | Div.          | Temporada     | Part. | Goles | Part.               | Goles               | Part.              | Goles              | Part.                      | Goles                      | Part. | Goles |
| --- | ------------- | ------------- | ----- | ----- | ------------------- | ------------------- | ------------------ | ------------------ | -------------------------- | -------------------------- | ----- | ----- |
| Alemannia Aachen · Alemania | 4.ª           | 1994-95       | 6     | 0     | 0                   | 0                   | —                  | —                  | —                          | —                          | 6     | 0     |
| Alemannia Aachen · Alemania | 4.ª           | 1995-96       | 32    | 12    | —                   | —                   | —                  | —                  | —                          | —                          | 32    | 12    |
| Alemannia Aachen · Alemania | 4.ª           | 1996-97       | 19    | 1     | —                   | —                   | —                  | —                  | —                          | —                          | 19    | 1     |
| Alemannia Aachen · Alemania | Total club    | Total club    | 57    | 13    | 0                   | 0                   | —                  | —                  | —                          | —                          | 57    | 13    |
| S. V. Werder Bremen II · Alemania | 4.ª           | 1996-97       | 1     | 1     | —                   | —                   | —                  | —                  | —                          | —                          | 1     | 1     |
| S. V. Werder Bremen · Alemania | 1.ª           | 1996-97       | 15    | 0     | 0                   | 0                   | —                  | —                  | 0                          | 0                          | 15    | 0     |
| S. V. Werder Bremen · Alemania | 1.ª           | 1997-98       | 28    | 2     | 2                   | 0                   | —                  | —                  | 3                          | 0                          | 33    | 2     |
| S. V. Werder Bremen · Alemania | 1.ª           | 1998-99       | 23    | 3     | 4                   | 3                   | —                  | —                  | 12                         | 3                          | 39    | 9     |
| S. V. Werder Bremen · Alemania | 1.ª           | 1999-00       | 33    | 3     | 4                   | 0                   | 2                  | 0                  | 9                          | 0                          | 48    | 3     |
| S. V. Werder Bremen · Alemania | 1.ª           | 2000-01       | 30    | 1     | 2                   | 0                   | —                  | —                  | 5                          | 0                          | 37    | 1     |
| S. V. Werder Bremen · Alemania | 1.ª           | 2001-02       | 33    | 6     | 1                   | 0                   | —                  | —                  | 2                          | 0                          | 36    | 6     |
| Borussia Dortmund · Alemania | 1.ª           | 2002-03       | 31    | 6     | 2                   | 0                   | 1                  | 0                  | 12                         | 2                          | 46    | 8     |
| Borussia Dortmund · Alemania | 1.ª           | 2003-04       | 16    | 4     | 0                   | 0                   | 1                  | 0                  | 0                          | 0                          | 17    | 4     |
| Borussia Dortmund · Alemania | Total club    | Total club    | 47    | 10    | 2                   | 0                   | 2                  | 0                  | 12                         | 2                          | 63    | 12    |
| Bayern de Múnich · Alemania | 1.ª           | 2004-05       | 29    | 3     | 6                   | 0                   | 2                  | 1                  | 8                          | 1                          | 45    | 5     |
| S. V. Werder Bremen · Alemania | 1.ª           | 2005-06       | 28    | 3     | 4                   | 1                   | 2                  | 0                  | 10                         | 1                          | 44    | 5     |
| S. V. Werder Bremen · Alemania | 1.ª           | 2006-07       | 33    | 1     | 0                   | 0                   | 2                  | 1                  | 14                         | 2                          | 49    | 4     |
| S. V. Werder Bremen · Alemania | 1.ª           | 2007-08       | 11    | 1     | 0                   | 0                   | 1                  | 0                  | 2                          | 0                          | 14    | 1     |
| S. V. Werder Bremen · Alemania | 1.ª           | 2008-09       | 30    | 4     | 5                   | 0                   | —                  | —                  | 13                         | 0                          | 48    | 4     |
| S. V. Werder Bremen · Alemania | 1.ª           | 2009-10       | 30    | 6     | 6                   | 0                   | —                  | —                  | 11                         | 4                          | 47    | 10    |
| S. V. Werder Bremen · Alemania | 1.ª           | 2010-11       | 32    | 6     | 1                   | 0                   | —                  | —                  | 6                          | 1                          | 39    | 7     |
| S. V. Werder Bremen · Alemania | Total club    | Total club    | 326   | 36    | 29                  | 4                   | 7                  | 1                  | 87                         | 11                         | 449   | 52    |
| Toronto F. C. · Canadá | 1.ª           | 2011          | 13    | 0     | 0                   | 0                   | —                  | —                  | 8                          | 0                          | 21    | 0     |
| Toronto F. C. · Canadá | 1.ª           | 2012          | 20    | 2     | 3                   | 0                   | —                  | —                  | 2                          | 0                          | 25    | 2     |
| Toronto F. C. · Canadá | Total club    | Total club    | 33    | 2     | 3                   | 0                   | —                  | —                  | 10                         | 0                          | 46    | 2     |
| Total carrera | Total carrera | Total carrera | 493   | 65    | 40                  | 4                   | 11                 | 2                  | 117                        | 14                         | 661   | 85    |
| (1) Incluye datos de la Copa de Alemania (1997-10) y Campeonato Canadiense (2012). (2) Incluye datos de la Copa de la Liga de Alemania (1999-07). (3) Incluye datos de la Copa Intertoto (1997-01), Copa de la UEFA (1998-09), Liga de Campeones (2002-11), Liga Europa (2009-10) y Copa de Campeones (2011-12). |               |               |       |       |                     |                     |                    |                    |                            |                            |       |       |

## Palmarés

### Campeonatos nacionales
| Título                | Club                | País     | Año  |
| --------------------- | ------------------- | -------- | ---- |
| Copa de Alemania      | S. V. Werder Bremen | Alemania | 1999 |
| Copa de la Liga       | Bayern de Múnich    | Alemania | 2004 |
| 1. Bundesliga         | Bayern de Múnich    | Alemania | 2005 |
| Copa de Alemania      | Bayern de Múnich    | Alemania | 2005 |
| Copa de la Liga       | S. V. Werder Bremen | Alemania | 2006 |
| Copa de Alemania      | S. V. Werder Bremen | Alemania | 2009 |
| Campeonato Canadiense | Toronto F. C.       | Canadá   | 2012 |

### Campeonatos internacionales
| Título         | Club                | Sede     | Año  |
| -------------- | ------------------- | -------- | ---- |
| Copa Intertoto | S. V. Werder Bremen | Novi Sad | 1998 |

## Vida personal
Torsten Frings está casado con Petra y tiene dos hijas, Lisa-Katharina y Lena.